# Карл Ауленбах
Карл Ауленбах бивши је немачки спринт кајакаш који се такмичио крајем 30-их година прошлог века.  
Учествовао је на 1. Светском првенству 1938. у Ваксхолму. Такмичио се у дисциплини кајак четворосед К-4 на 1.000 метара и освојио сребрну медаљу. Посаду кајака су поред њега чинили и Ханс Рајн, Јозеф Рајдел и Алберт Шорн.